# Imblattella elegans
Imblattella elegans är en kackerlacksart som beskrevs av Rocha e Silva 1964. Imblattella elegans ingår i släktet Imblattella och familjen småkackerlackor.
Artens utbredningsområde är Peru. Inga underarter finns listade i Catalogue of Life.